# Pastor

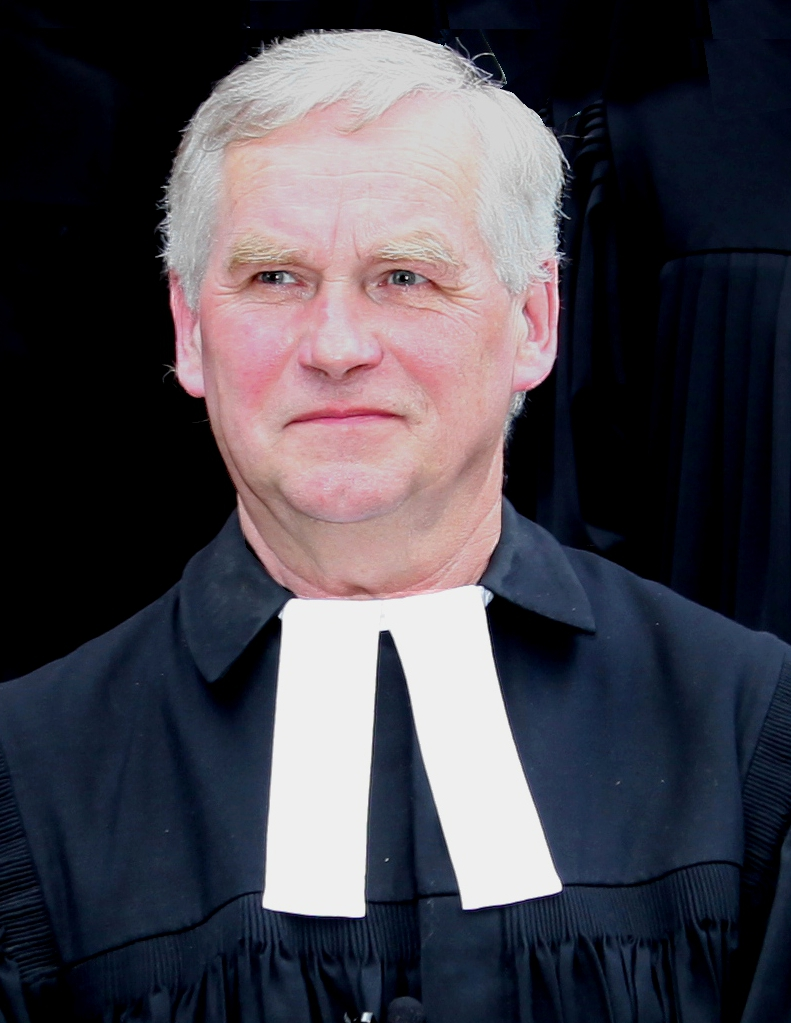
Evangelischer Pastor in Amtstracht

Pastor (lateinisch pastor ‚Hirte‘) kann je nach Konfession Berufsbezeichnung, informeller Namenszusatz oder informelle Bezeichnung für Geistliche im Dienst einer christlichen Kirche sein. Der deutschsprachige Begriff wurde im 14. Jahrhundert aus dem kirchenlateinischen pastor („Seelenhirte“) abgeleitet.
Die nur in Evangelischen Kirchen vorkommende feminine Form Pastorin kann traditionell und umgangssprachlich als informeller Namenszusatz oder informelle Bezeichnung die Ehefrau eines Pastors meinen. Zudem kann sie dort als Berufsbezeichnung, informeller Namenszusatz oder informelle Bezeichnung einen weiblichen Pastor bezeichnen.

## Bedeutung
Das Amt oder die Bezeichnung des christlichen Seelsorgers als Pastor (Hirte) wird im Sinne des priesterlichen Hirtenamtes zurückgeführt auf Jes 40,11 , Ez 34  und Joh 10 , wo das Verhältnis zwischen Gott, Jesus Christus und den Menschen in der Metaphorik von Hirt und Herde gefasst ist.

## Begriffsgebrauch
Je nach Konfession und regionalen Konventionen wird ein Pastor, der über die Seelsorge hinaus mit der Leitung einer Pfarrei oder einer Kirchengemeinde betraut ist, stattdessen oder alternativ dazu als Pfarrer bezeichnet. In Süddeutschland, Österreich und der Schweiz wird überwiegend der Begriff Pfarrer verwendet, während in Norddeutschland und weiten Teilen des mitteldeutschen Raums die Bezeichnung Pastor vorherrschend ist. In Gegenden, in denen sowohl katholische als auch evangelische Geistliche als Pastor bezeichnet werden, wird in der Aussprache oft in der Betonung zwischen dem auf der ersten Silbe betonten (evangelischen) Pástor und dem auf der zweiten Silbe betonten katholischen Pastór unterschieden.

### Römisch-katholische Kirche
In der römisch-katholischen Kirche wird nur ein Priester, der vom Bischof mit einer eigenständigen Seelsorge beauftragt ist, als Pastor bezeichnet. Das geltende Kirchenrecht (CIC can. 519) verwendet für den Leiter einer Pfarrei den Begriff „Pfarrer“ (Parochus), der als der „eigene Hirte der ihm übertragenen Pfarrei“ (pastor proprius paroeciae sibi commissae) amtiert („kanonischer Pfarrer“). Jeder Pfarrer ist hier also zugleich Pastor, nicht aber jeder Pastor Pfarrer. Innerhalb eines pastoralen Raumes (Großpfarrei) können mehrere Priester als Pastoren tätig sein, jedoch nur einer als Pfarrer. Im allgemeinen Sprachgebrauch ist die Bezeichnung „Pastor“ auch für katholische Pfarrer weithin erhalten geblieben. Regional unterschiedlich (im Nordwesten Deutschlands, z. B. in Hamburg sowie am Mittelrhein, im Saarland und im Moselgebiet) werden auch Pfarrer als „Pastor“ angesprochen, um den seelsorglichen Aspekt (Hirte) gegenüber dem administrativen (Pfarrverwalter) hervorzuheben.

### Evangelische Kirche
In der Evangelischen Kirche und in manchen anderen christlichen Konfessionen ist Pastor ein Berufstitel für jeden Geistlichen im Dienst der Kirche. Im engeren Sinne ist der Pastor hier der erste Prediger oder Seelsorger einer Gemeinde.
Die Amtsbezeichnung, die ordinierte Theologen mit zwei kirchlichen Examina im kirchlichen Dienst tragen, heißt in der Regel Pfarrer (so z. B. § 26 des Pfarrergesetzes der VELKD). Den Landeskirchen steht es jedoch kirchenrechtlich frei, eine andere Amtsbezeichnung (d. h. die Amtsbezeichnung „Pastor(in)“) festzulegen. In anderen Gegenden ist nur die amtliche Dienstbezeichnung Pfarrer üblich.

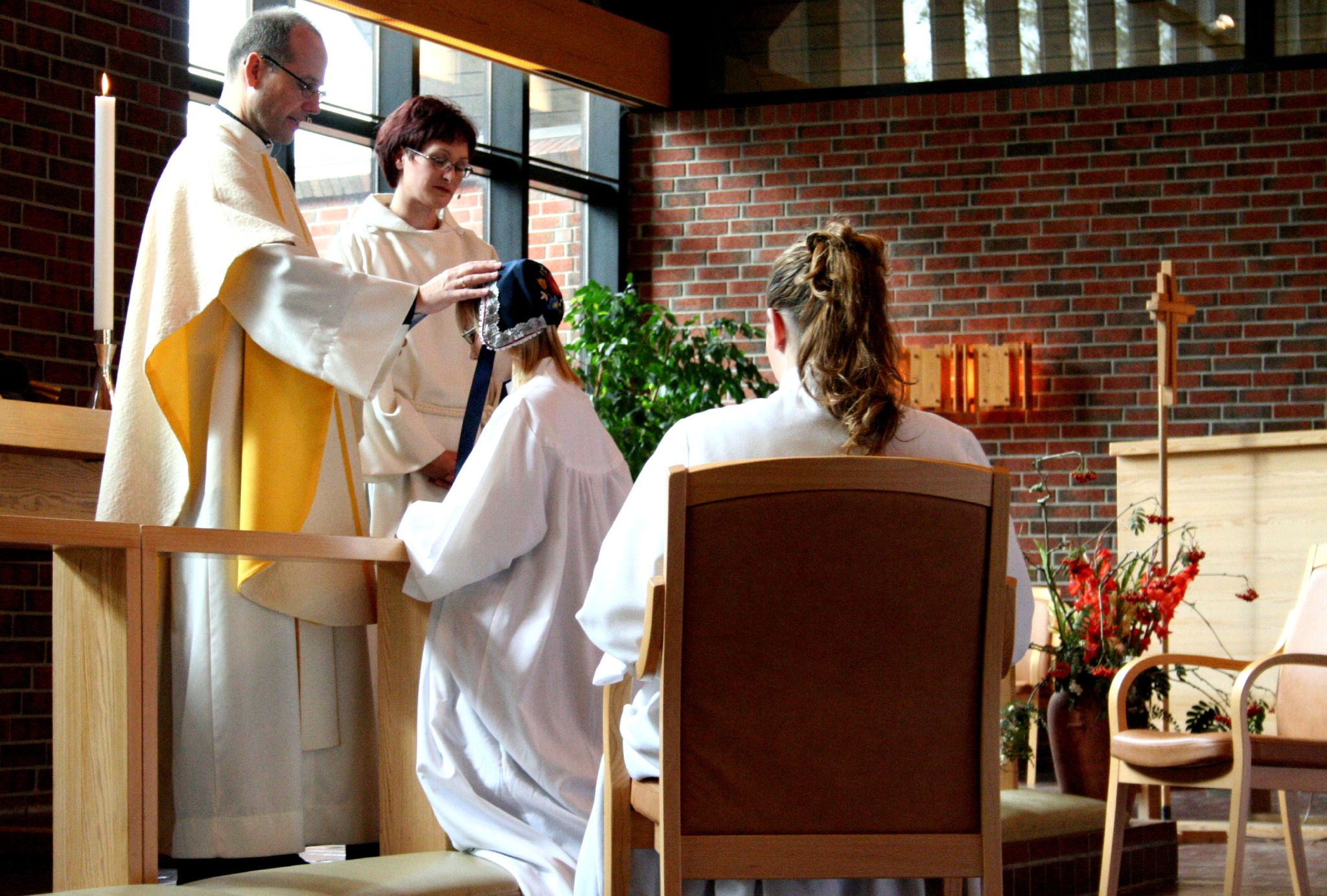
Norwegischer evangelischer Pastor bei der Konfirmation

Pastor wird man in der evangelischen Kirche üblicherweise durch die Ordination. Innerhalb der verschiedenen evangelischen Kirchen existieren verschiedene Meinungen zu der Frage, ob diese einer eigenen Priesterweihe entspricht (von der sie historisch abstammt) und wie das Verhältnis des Amts des Pastors zum „Priestertum aller Gläubigen“ zu verstehen ist. Da es sich um einen Berufstitel handelt, der durch die Ordination verliehen wird, ist es ein lebenslanger Titel, der auch im Ruhestand, dann mit dem Zusatz „in Ruhe“ (i. R.) oder „emeritus“, verwendet wird.
Geistliche im Probedienst, denen keine Pfarrstelle, sondern nur die Verwaltung einer solchen übertragen werden kann, tragen in einigen Gliedkirchen der Evangelischen Kirche in Deutschland die Amtsbezeichnung Pfarrverwalter oder Pfarrverwalterin, in anderen dieselbe Amtsbezeichnung wie Pfarrer auf Lebenszeit. Nicht verbeamtete (und damit zumeist auch nicht ordinierte) Geistliche mit voller Ausbildung werden als „Kandidaten des Predigtamtes“ (KdP) bezeichnet, auch wenn sie die Vertretung einer Pfarrstelle wahrnehmen. Ein ordinierter Geistlicher ohne Pfarrstelle im Gemeindedienst trägt, soweit er keine höherrangigen Amtsbezeichnungen (z. B. Superintendent, Propst, Landesbischof) führt, weiterhin seine vorherige Amtsbezeichnung.
Als Pastor bezeichnet werden im deutschen Sprachraum üblicherweise auch die Geistlichen in evangelischen Freikirchen (früher meist „Prediger“). In den Landeskirchlichen Gemeinschaften des Evangelischen Gnadauer Gemeinschaftsverbandes wird ein „Verkündiger“ vermehrt nicht mehr „Prediger“, sondern „Gemeinschaftspastor“ genannt.

## Abkürzungen
Pastor wird zumeist mit „P.“, Pastorin mit „Pn.“ abgekürzt. Die Abkürzung für Pastor im Ruhestand und Pastorin im Ruhestand wird im Schriftverkehr mit „Pastor i. R.“ oder „Pastor emeritus“ beziehungsweise „Pastorin i. R.“ oder Pastorin emerita angegeben, weiter verkürzt auch als „P. i. R.“ beziehungsweise „Pn. i. R.“.